# Gelis claviventris
Gelis claviventris là một loài tò vò trong họ Ichneumonidae.